# Avant-corps

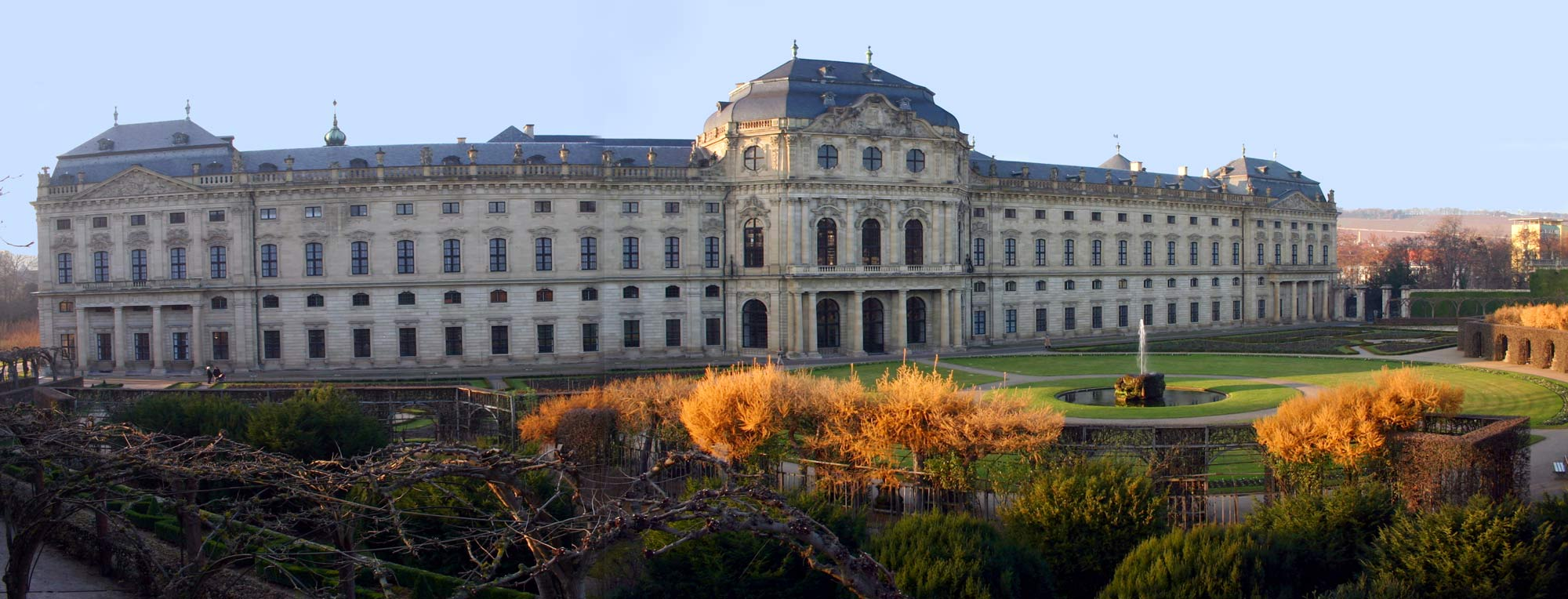
Residència de Würzburg (Residenz), amb un avant-corps central massissa central i dues d'angulars.

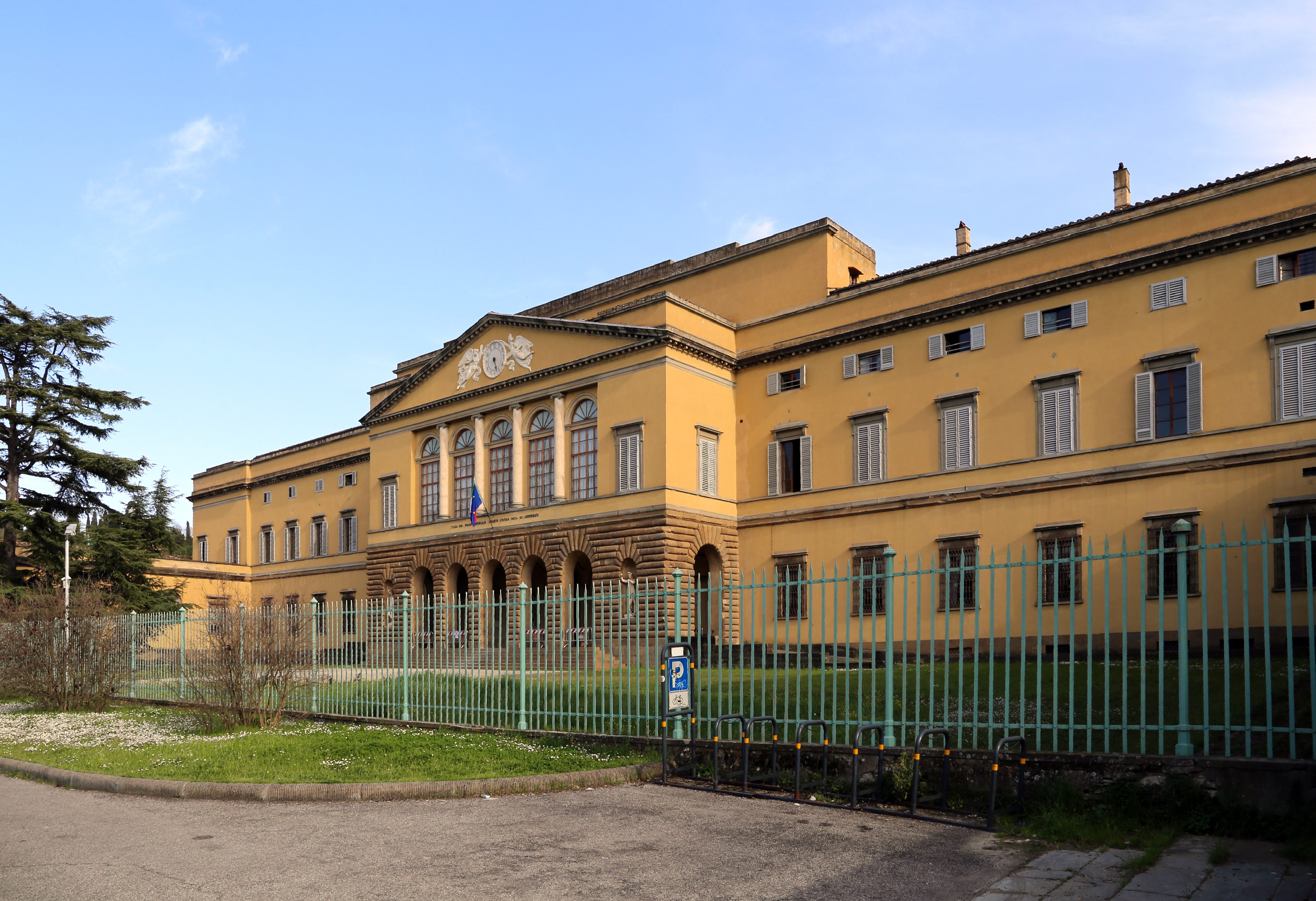
Entre els arbres, és visible lavancorpo central de la vila de Poggio Imperiale, Florença.

Un avant-corps (del francès Avant-corps "abans cos") és una mena de volada o sortint, és a dir la part d'una edificació que avança respecte al cos principal. En llengua italiana s'usa el terme derivat avancorpo. La denominació "ressalt" es dona per al avant-corps en alguns idiomes (risalit en alemany, rizalit en hongarès, etc.)
Normalment se situa al centre o als costats d'una façana; segons l'una o l'altra posició, es denominarà avant-corps central o lateral. Quan dues ales d'un edifici perpendicular després d'aquest són en una volada es denominen avant-corps angulars.
En el cas dels edificis que se semblen en la seva arquitectura als temples grecs, amb façana columnada, es diu pronaos a l'avant-corps, per similitud a la part corresponent d'aquells.
Aquest element arquitectònic contribueix a estructurar i articular la façana, li dona ritme i moviment; característiques particularment apreciades en l'arquitectura barroca, essent per tant a partir del segle XVII que comença la seva època de major utilització, que va continuar fins al segle XIX.
Casos particulars d'avant-corps són les boínders (bow windows) (de planta poligonal o rectangular, dotades d'amplis finestrals), el auslucht (típics de Baixa Saxònia), i la llucana (oberta en les teulades, com la mansarda).
En l'arquitectura de les esglésies medievals el pòrtic avançat (protiro) era un petit avant-corps en la façana.